# Miguel Castillejo Gorráiz
Miguel Castillejo Gorraiz (Fuente Obejuna, Córdoba, 1930- Córdoba, 13 de abril de 2016) fue presidente de la Caja de Ahorros y Monte de Piedad de Córdoba, posteriormente denominada CajaSur, entre los años 1977 y 2005, y Canónigo Penitenciario de la Catedral de Córdoba.

## Biografía
Nació en 1930 en el municipio de Fuente Obejuna, al norte de la provincia de Córdoba.
La compatibilización del cargo empresarial con el de mandatario eclesiástico dio lugar a frecuentes debates entre la sociedad y la opinión pública local y nacional. Durante estos años consiguió mantener la independencia de la entidad que presidía frente a los intentos de fusión de la Junta de Andalucía con otras cajas de ahorros andaluzas. Este hecho y la lucha por el cambio legislativo sobre cajas de ahorros le llevaron a un enfrentamiento abierto con la Consejera de Economía de la Junta, Magdalena Álvarez, en la que Castillejo consiguió sus objetivos, aunque sólo temporalmente. Finalmente, la ley se modificó permitiendo el incremento de poder de la Junta frente a la Iglesia, en los organismos de control de la entidad financiera. Fue en esta época cuando emprendió numerosas operaciones inmobiliarias y especulativas con el empresario Rafael Gómez Sánchez "Sandokán"'. El 1 de junio de 2005 renunció a su cargo en la entidad del que fue reemplazado por un nuevo eclesiástico, Juan Moreno Gutiérrez.

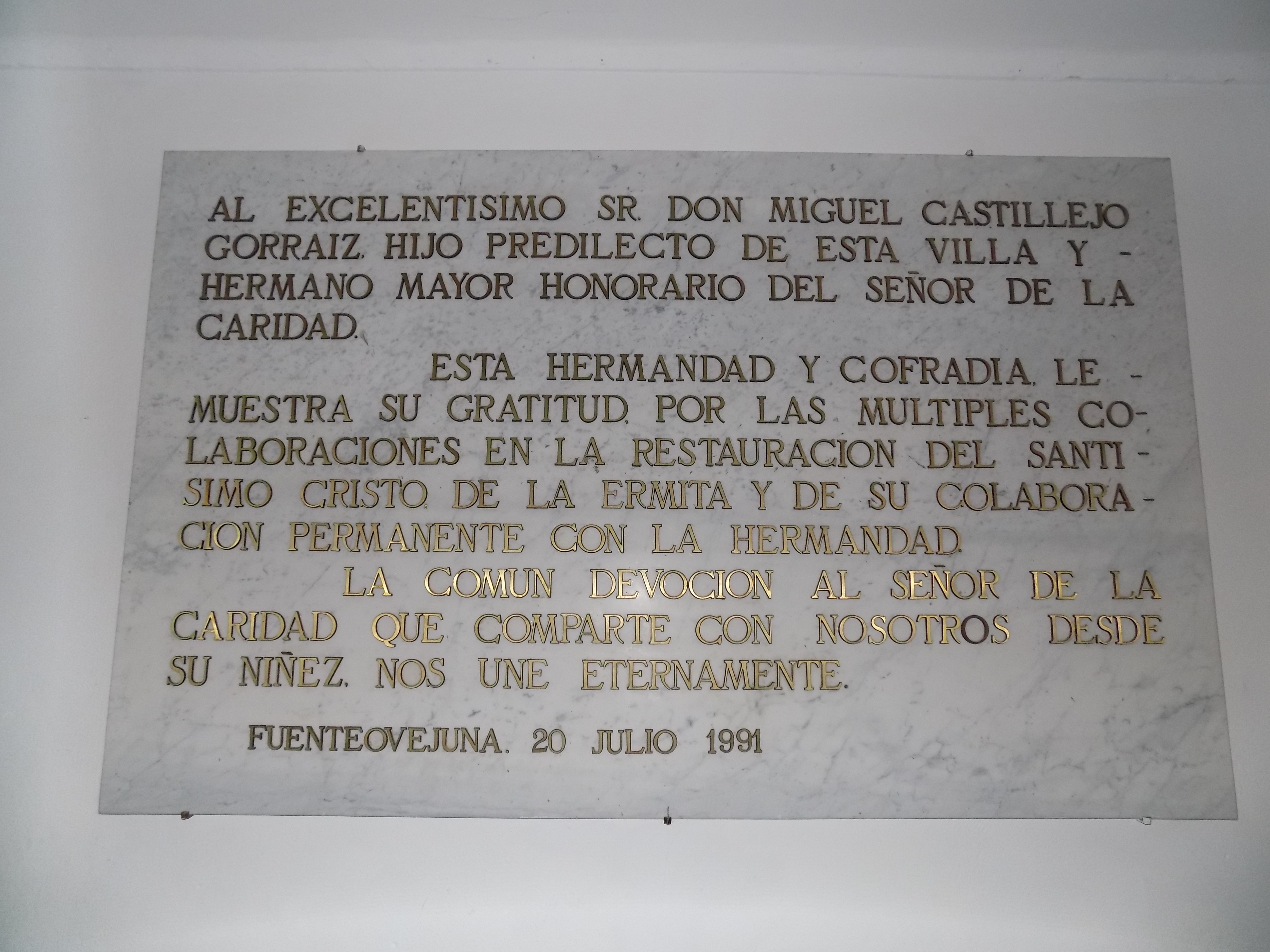
Placa en recuerdo de Miguel Castillejo en el interior de la Ermita de la Caridad de Fuente Obejuna.

En diciembre de 2009 se inició la fusión con Unicaja debido a irregularidades que el Banco de España detecta en la caja. Diversas fuentes achacan dichas irregularidades a la gestión de Miguel Castillejo.